# Alytes muletensis
Alytes muletensis е вид земноводно от семейство Кръглоезични (Alytidae). Видът е световно застрашен, със статут Уязвим.

## Разпространение
Разпространен е в Испания (Балеарски острови).

## Описание
Популацията им е нарастваща.